# Kale District
Kale District är ett distrikt i Myanmar.   Det ligger i regionen Sagaingregionen, i den nordvästra delen av landet, 400 km norr om huvudstaden Naypyidaw.